# آنتونی کامستاک
آنتونی کامستاک (به انگلیسی: Anthony Comstock) (زادهٔ ۷ مارس ۱۹۶۳ - درگذشتهٔ ۲۵ دسامبر ۲۰۱۶) یکی از مأموران سرویس بازرسی پستی ایالات متحده آمریکا بود؛ که گرایش به دیدگاه‌های اخلاقی ویکتوریایی داشت. اصطلاح «کامستراکری» و «کامستاکیسم» به‌طور گسترده‌ای در کارزارهای وی جهت سانسور موضوعاتی مانند پیشگیری از بارداری که او بی شرمانه و زشت می‌شمرد استفاده می‌شد.

## زندگی و پیشه
کامستاک در شهر نیو کینن، کنتیکت متولد شد. مادرش پولی ان لاکوود و پدرش توماس آنتونی کامستاک بود. وی در جوانی و در سالهای ۱۸۶۵–۱۸۶۳ و در زمان جنگ داخلی آمریکا برای اتحادیه و در کامپنی اچ هنگ پیاده‌نظام ۱۷ کنتیکت کار می‌کرد. او به عنوان عضو فعال به انجمن مسیحی مردان جوان در شهر نیویورک به این انجمن ملحق شد.
در سال ۱۸۷۳ وی انجمن نیویورک برای سرکوب رذیلت  که یک نهاد جهت نظارت بر اخلاق عمومی بود را تشکیل داد. مدتی بعد در همان سال کامستاک موفق شد بر کنگره ایالات متحده آمریکا تأثیر بگذارد تا قوانین کامستاک را به تصویب برساند؛ که به موجب این قوانین تحویل بسته‌هایی که شامل «هرزگی، زشتی یا شهوانی» هستند و همین‌طور محصولات یا انتشار اطلاعات مربوط به سقط جنین و پیشگیری از بارداری و همچنین بیماری‌های آمیزشی را توسط اداره پست ایالات متحده یا دیگر گونه‌های حمل و نقلی غیرقانونی تلقی می‌شد.